# Sociedade Desportiva Serra Futebol Clube
Maillots
La Sociedade Desportiva Serra Futebol Clube est un club brésilien de football basé à Serra dans l'état d'Espírito Santo.

## Palmarès
- Championnat de l'Espírito Santo de football
  - Champion : 1999, 2003, 2004, 2005, 2008, 2018